# Габбард (Небраска)
Габбард (англ. Hubbard) — селище (англ. village) в США, в окрузі Дакота штату Небраска. Населення — 153 особи (2020).

## Географія
Габбард розташований за координатами 42°23′9″ пн. ш. 96°35′29″ зх. д. / 42.38583° пн. ш. 96.59139° зх. д. (42.385901, -96.591487).  За даними Бюро перепису населення США в 2010 році селище мало площу 0,43 км², уся площа — суходіл.

## Демографія
Згідно з переписом 2010 року, у селищі мешкало 236 осіб у 80 домогосподарствах у складі 62 родин. Густота населення становила 550 осіб/км².  Було 89 помешкань (207/км²).
Расовий склад населення:
| - 91,5 % — білих - 2,5 % — вихідців з тихоокеанських островів - 5,5 % — осіб інших рас |

До двох чи більше рас належало 0,4 %. Частка іспаномовних становила 5,5 % від усіх жителів.
За віковим діапазоном населення розподілялося таким чином: 30,1 % — особи молодші 18 років, 58,5 % — особи у віці 18—64 років, 11,4 % — особи у віці 65 років та старші. Медіана віку мешканця становила 35,8 року. На 100 осіб жіночої статі у селищі припадало 98,3 чоловіків;  на 100 жінок у віці від 18 років та старших — 85,4 чоловіків також старших 18 років.
Середній дохід на одне домашнє господарство  становив 67 021 долар США (медіана — 56 875), а середній дохід на одну сім'ю — 76 386 доларів (медіана — 66 875). За межею бідності перебувало 5,0 % осіб, у тому числі 0,0 % дітей у віці до 18 років та 0,0 % осіб у віці 65 років та старших.
Цивільне працевлаштоване населення становило 115 осіб. Основні галузі зайнятості: освіта, охорона здоров'я та соціальна допомога — 27,8 %, роздрібна торгівля — 15,7 %, будівництво — 15,7 %.